# Alecu Mătrăgună
Alecu Mătrăgună (n. 11 iulie 1981, Chișinău, Republica Moldova) este un muzician și prezentator de televiziune din Republica Moldova. A debutat în televiziune fiind co-prezentatorul emisiunii „Deșteptarea” de la Jurnal TV. Ulterior, în cadrul Departamentului de Știri, unde a fost prezentatorul buletinului principal al zilei de la Jurnal TV. 
În anul 2015 a emigrat din Republica Moldova cu soția sa în Canada și a decis să-și continue studiile în domeniul medicinei. Actual activează in domeniul ecocardiografiei. 

## Familia
Pe data de 24 septembrie 2014 s-a căsătorit cu Cornelia Corlătean și împreună au emigrat în Canada. La 6 august 2016 s-a născut primul fiu al cuplului pe care l-au numit Theodore.   Iar in 2022 in famile a aparut al 2-ea băiat - Alexander.